# We Sweat Blood
We Sweat Blood är den  kanadensiska rockgruppen Danko Jones' andra studioalbum, utgivet på CD och LP 2003 på skivbolaget Bad Taste Records. Samma år utgavs skivan även på dubbel-LP av tyska Supdermodern Records, på dubbel-CD av australiska Shock Records och två år senare på CD av amerikanska Razor & Tie Records.

## Låtlista
1. "Forget My Name" – 2:53
2. "Dance" – 3:29
3. "I Love Living in the City" – 3:22
4. "I Want You" – 3:18
5. "Heartbreak's a Blessing" – 2:55
6. "Wait a Minute" – 2:34
7. "Strut" – 2:49
8. "Home to Hell" – 2:12
9. "Hot Damn Woman" – 3:06
10. "The Cross" – 2:22
11. "Love Travel" – 2:57
12. "We Sweat Blood" – 2:57
13. "Woogie Boogie" – 2:55 (bonuslåt på den europeiska utgåvan)

## Singlar

### Play the Blues
1. "Play the Blues"
2. "Fucked Up"
3. "Mango Kid"

### I Want You
1. "I Want You"
2. "I Like to Ball"
3. "Take Me Out on a Stretcher"

### Woogie Boogie
1. "Woogie Boogie"
2. "Take Me Out on a Stretcher"

### Dance
1. "Dance"
2. "Sold My Soul" (tidigare outgiven)
3. "The Return of Jackie and Judie" (The Ramones-cover)

## Listplaceringar
| Lista (2003)  | Topplacering |
| ------------- | ------------ |
| Sverige       | 24           |
| Nederländerna | 98           |

### Fotnoter
1. ↑  ”We Sweat Blood”. Discogs.com. http://www.discogs.com/Danko-Jones-We-Sweat-Blood/master/74556. Läst 5 maj 2012.
2. ↑  Placeringar på den svenska albumlistan
3. ↑  Placeringar på den holländska albumlistan